# Place des Franchises
La place des Franchises est une place de la ville belge de Liège faisant partie du quartier administratif des Guillemins.

## Toponymie
Le nom donné à cette place fait référence à la célèbre charte de franchises consacrant les droits civils et individuels des citoyens de la cité de Liège établis par la coutume. Cette charte fut octroyée vers 1196 par Albert de Cuyck, prince-évêque de Liège. La rue Albert de Cuyck se trouve d'ailleurs à quelques encablures de la place des Franchises.

## Localisation et description
Cette place arborée a la forme d'un carré de 60 m de côté dont chaque angle est percé d'une rue. Une rue en parcourt les côtés et une autre la traverse en diagonale dans le prolongement des rues de Sclessin et Auguste Buisseret. Des arrêts de bus se trouvent au centre de la place. Une vingtaine d'habitations sont recensées. La gare des Guillemins se trouve à quelques hectomètres à l'ouest.

## Historique
Le 29 juin 1866, le conseil communal de Liège vote un plan d’ensemble pour l’ouverture de diverses rues et d’une place au quartier de Fragnée. L'église consacrée à Sainte-Marie-des-Anges est terminée le 19 mai 1874. Elle est bâtie en retrait par rapport aux autres constructions.

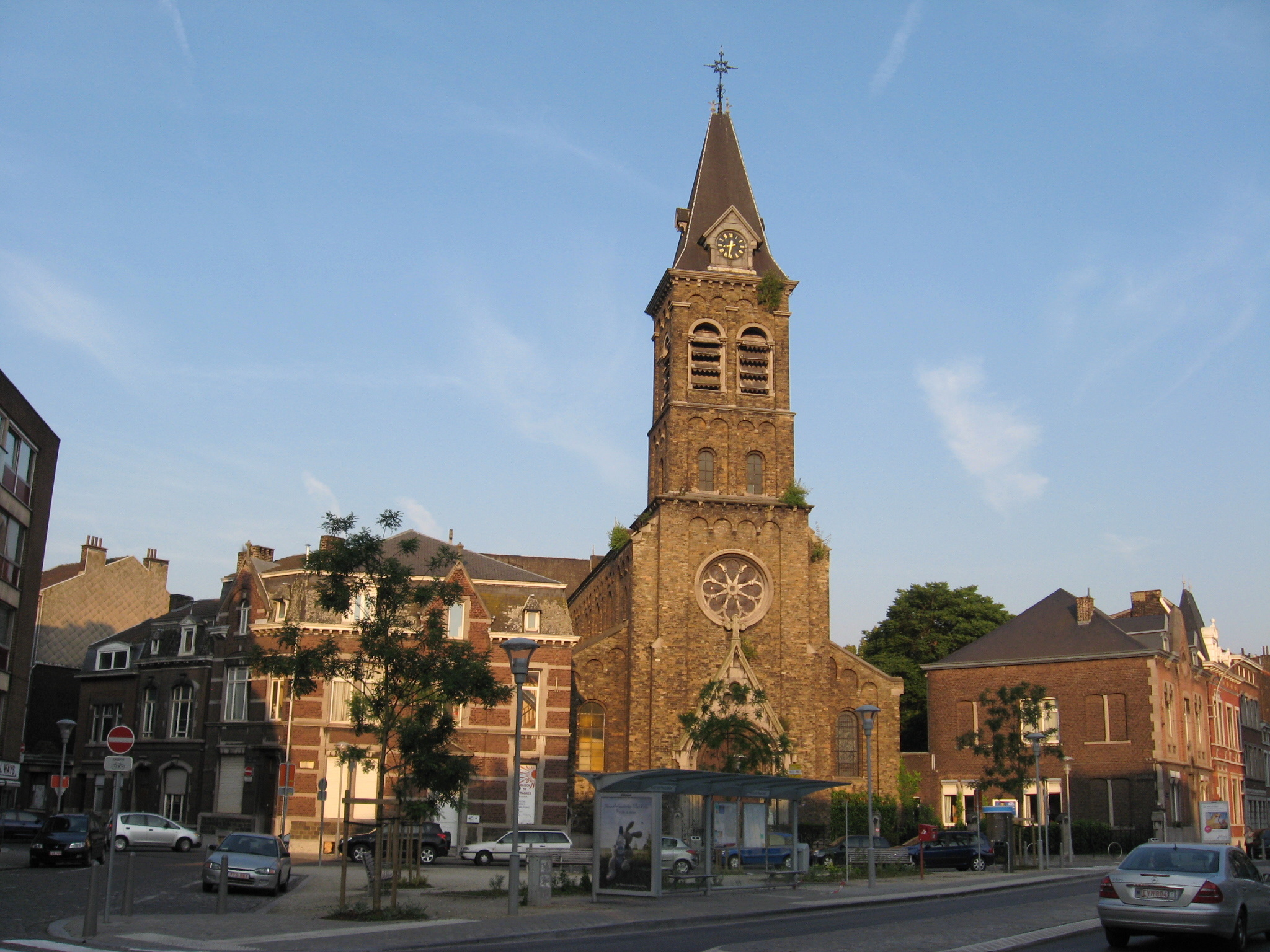
L'église Sainte-Marie des Anges

## Patrimoine
Deux immeubles possédant des éléments de style Art nouveau se situent aux nos 14 et 18.

## Rues adjacentes
- Rue Auguste Buisseret
- Rue du Mambour
- Rue de Sclessin
- Rue de l'État-Tiers

## Activités
La place a une fonction principalement commerciale mais aussi résidentielle. 